# Friedrich Zorer
Friedrich Zorer (* 13. Juli 1855 in Ellwangen; † 27. Januar 1935) war ein württembergischer Oberamtmann.

## Leben und Werk
Der Sohn eines Professors besuchte von 1863 bis 1873 das Gymnasium in Ellwangen. Nach einem einjährigen Praktikum im Schultheißenamt Schrezheim studierte er Regiminalwissenschaften in Tübingen. 1877 und 1878  legte er die höheren Dienstprüfungen beim Departement des Inneren in Stuttgart ab.
Er begann seine berufliche Laufbahn 1877 als Aktuariatsverweser bei der Regierung des Jagstkreises in Ellwangen und als Amtmann beim Oberamt Maulbronn. Zwischen 1881 und 1887 war er als Amtmann in Blaubeuren und Ellwangen tätig. Von 1889 bis 1891 war er als Kollegialhilfsarbeiter bei der Zentralstelle für die Landwirtschaft und bei verschiedenen Kreisregierungen beschäftigt. Von 1891 bis 1897 leitete er als Oberamtmann das Oberamt Weinsberg und von 1897 bis 1918 das Oberamt Reutlingen. Seit 1899 führte er den Titel Regierungsrat und seit 1916 Oberregierungsrat. 1918 ging Friedrich Zorer mit dem Ende der Monarchie in den Ruhestand.